# Прямая передача (C++)
Прямая передача (англ. Perfect Forwarding) — идиоматический механизм передачи параметров-ссылок из одной функции в другую с сохранением константности (временная/обычная/константная) в шаблонах языка C++. Он был стандартизирован в редакции стандарта C++11 с помощью функциональности библиотеки STL и синтаксиса передаваемыx ссылок (англ. forwarding references), а также унифицирован для применения совместно с вариативными шаблонами.
Прямая передача используется в тех случаях, когда от функций и процедур обобщённого кода требуется оставлять неизменными фундаментальные свойства своих параметризованных аргументов, то есть:
- константный объект должен передаваться по константной ссылке,
- модифицируемый объект — по обычной,
- временный — по временной ссылке.

Практическое воплощение прямой передачи в стандарте языка реализовано с помощью функции std::forward из заголовочного файла <utility>, вследствие чего комбинация специальных правил вывода для &&-ссылок и их свёртки позволяет создать функциональный шаблон, который принимает произвольные аргументы с фиксацией их типов и основных свойств (rvalue или lvalue). Сохранение этой информации предопределяет возможность передавать данные аргументы при вызове других функций и методов.

## Предпосылки

### Особое поведение параметров — временных ссылок
Рассмотрим простейший объект с двумя конструкторами — один копирует поле из std::string, второй перемещает.
```
class
 
Obj
 
{

public
:

  
Obj
(
const
 
std
::
string
&
 
x
)
 
:
 
field
(
x
)
 
{}

  
Obj
(
std
::
string
&&
 
x
)
 
:
 
field
(
std
::
move
(
x
))
 
{}
  
// std::move нужен!!

private
:

  
std
::
string
 
field
;

}

```

Первая перегрузка конструктора — самая обычная из Си++03. А во второй std::move, и вот почему.
Параметр string&& снаружи — временная (rvalue) ссылка, и передача именованного (lvalue) объекта невозможна. А внутри функции этот параметр именованный (lvalue), то есть string&. Сделано это для безопасности: если в функции, принимающей string&&, идут сложные манипуляции с данными, потерять в производительности, не перенеся string&, предпочтительнее, чем преждевременно опустошить string&&.
Вопросы начинаются, когда параметров много — приходится делать 4, 8, 16… конструкторов.
```
class
 
Obj2
 
{

public
:

  
Obj2
(
const
 
std
::
string
&
 
x1
,
 
const
 
std
::
string
&
 
x2
)
 
:
 
field1
(
x1
),
 
field2
(
x2
)
 
{}

  
Obj2
(
const
 
std
::
string
&
 
x1
,
 
std
::
string
&&
 
x2
)
 
:
 
field1
(
x1
),
 
field2
(
std
::
move
(
x2
))
 
{}

  
// …и ещё две перегрузки

private
:

  
std
::
string
 
field1
,
 
field2
;

}

```

Существуют два способа не множить сущности: идиома «by-value+move» и метапрограммирование. Чтобы метапрограммирование работало, в Си++ добавлена…

### Склейка ссылок
Склейку (свёртку, коллапсирование) ссылок (англ. reference collapsing) лучше всего объяснит такой код.
```
using
 
One
 
=
 
int
&&
;

using
 
Two
 
=
 
One
&
;
    
// тогда Two = int&

```

При переходе к передаваемым ссылкам выясняется не только тип переданного в функцию параметра, но также даётся оценка, является ли он rvalue или lvalue. Если переданный в функцию параметр является lvalue, то подставляемое значение тоже будет ссылкой на lvalue. При этом, отмечается, что объявление типа параметра шаблона в виде &&-ссылки может иметь интересные побочные эффекты. Например, проявляется необходимость явного указания инициализаторов для всех локальных переменных данного типа, так как при их использовании с lvalue-параметрами вывод типа после инстанцирования шаблона присвоит им значение lvalue-ссылки, которая по требованию языка обязана иметь инициализатор.
Склейка ссылок позволяет использовать такие шаблоны:
```
class
 
Obj
 
{

public
:

  
template
 
<
class
 
T
>

    
Obj
(
T
&&
 
x
)
 
:
 
field
(
std
::
forward
<
T
>
(
x
))
 
{}
   
// забежали вперёд и сделали правильно

private
:
                                        
// ниже объясним, почему без явной функции forward нельзя

  
std
::
string
 
field
;

}

```

Для таких временных ссылок в компиляторах добавлены специальные правила, из-за чего…
- если T=string, будет Obj(string&&)
- если T=string&, будет Obj(string&)
- если T=const string&, будет Obj(const string&)

### Следствие: невозможно автоматически узнать, временная ли ссылка
Вернёмся к шаблонному конструктору Obj::Obj. Если не рассматривать посторонние типы, а только string, возможны три варианта.
- T=string, инстанцируется в Obj(string&&), внутри x=string&.
- T=string&, инстанцируется в Obj(string&), внутри x=string&.
- T=const string&, инстанцируется в Obj(const string&), внутри x=const string&.

С третьим вариантом всё в порядке, но простым выведением типов невозможно отличить первый вариант от второго. В первом варианте для максимальной производительности нужен std::move, во втором он опасен: конструктор перемещения опустошит строку, которая, возможно, ещё пригодится.

## Решение: std::forward
Вернёмся к нашему шаблонному конструктору.
```
  
template
 
<
class
 
T
>

    
Obj
(
T
&&
 
x
)
 
:
 
field
(
std
::
forward
<
T
>
(
x
))
 
{}

```

Шаблон std::forward используется только в шаблонах (в нешаблонном коде хватает std::move). Он требует, чтобы тип был явно указан (иначе не отличишь Obj(string&&) от Obj(string&)), и либо ничего не делает, либо разворачивается в std::move.

## Идиома «by-value + move»
Второй способ не множить сущности: параметр принимается по значению и передаётся дальше через std::move.
```
class
 
Obj
 
{

public
:

  
Obj
(
std
::
string
 
x
)
 
:
 
field
(
std
::
move
(
x
))
 
{}

private
:

  
std
::
string
 
field
;

}

```

Используется для небольших легко перемещаемых объектов, обычно в нешаблонном коде.